# Hampala lopezi
Hampala lopezi је зракоперка из реда Cypriniformes.

## Угроженост
Ова врста је крајње угрожена и у великој опасности од изумирања.

## Распрострањење
Ареал врсте је ограничен на једну државу. 
Филипини су једино познато природно станиште врсте.

## Станиште
Станиште врсте су слатководна подручја.